# Draskovits Miklós (költő)
Draskovits Miklós (trakostyáni gróf) (Trakostyán, 1595. március 15. – 1659 után) költő.

## Élete
Draskovits János és Istvánfi Éva fia volt. 1608-ban Grazban járt iskolába, midőn Forgács Ferenc bíboros tiszteletére verset irt:
Prosphonesis auspicatissimae inaugurationi Ill. et Rev. Principis ac Dni D. Franc. Forgách a Ghimes S. R. E. Cardinalis… Graecii, 1608. (Hetesi Petheő Márton poemájával együtt jelent meg.)
Élt még 1659-ben. Lehoczky szerint követségben járt a törökhöz. Neje Erdődy Erzse volt; utódai úgy látszik nem maradtak.